# Ejn Curim
Ejn Curim (hebrejsky עֵין צוּרִים, doslova „Pramen skal“, v oficiálním přepisu do angličtiny En Zurim, přepisováno též Ein Tzurim) je vesnice typu kibuc v Izraeli, v Jižním distriktu, v Oblastní radě Šafir.

## Geografie
Leží v nadmořské výšce 53 metrů v pobřežní nížině, v regionu Šefela. Západně od osady protéká vodní tok Lachiš.
Obec se nachází 11 kilometrů od břehu Středozemního moře, cca 42 kilometrů jižně od centra Tel Avivu, cca 52 kilometrů jihozápadně od historického jádra Jeruzalému a 5 kilometrů jihozápadně od města Kirjat Mal'achi. Ejn Curim obývají Židé, přičemž osídlení v tomto regionu je etnicky převážně židovské.
Ejn Curim je na dopravní síť napojen pomocí dálnice číslo 3.

## Dějiny

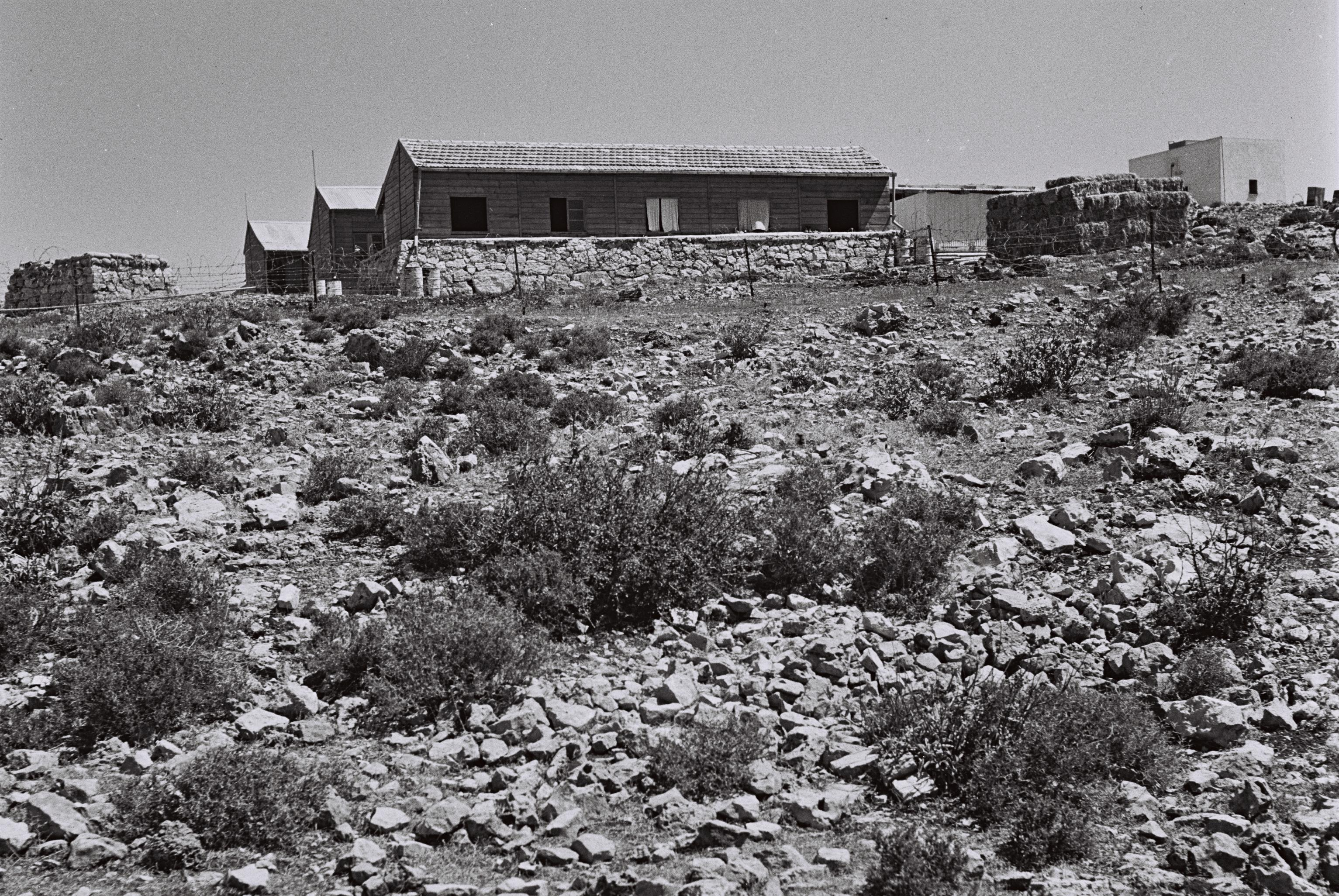
Původní vesnice Ejn Curim v Guš Ecion roku 1947.

Ejn Curim byl založen v roce 1949. Původně ale tato osada vznikla již 23. října 1946, a to v hornatém regionu Guš Ecion, jižně od Jeruzaléma, kde se utvořil blok čtyř židovských osad. Zakladateli této osady byli členové organizace mládežnické sionistické organizace Bnej Akiva, kteří předtím procházeli vývikem v Tirat Cvi. Během války za nezávislost v roce 1948 byly ale všechny tyto vesnice dobyty arabskými jednotkami a jejich přeživší obyvatelé zajati jordánskými silami. Obránci Ejn Curim (společně s osadníky z Revadim a Masu'ot Jicchak) kapitulovali 14. května 1948 a složili zbraně do rukou vítězné Arabské legie.
Po konci války se osadníci z Ejn Curim ze zajetí vrátili a roku 1949 založili v nynější lokalitě novou vesnici (nedaleko odtud vyrostla rovněž osada Masu'ot Jicchak – další vesnice původně stojící v Guš Ecion). Jde o nábožensky orientovaný kibuc.
Místní ekonomika je založena na zemědělství (rostlinná výroba, chov drůbeže). Dále je tu průmysl a turistický ruch. Probíhá stavební expanze (120 nových bytových jednotek). Funguje tu ješiva a centrum náboženských studií מרכז יעקב הרצוג – Merkaz Ja'akov Herzog.

## Demografie
Podle údajů z roku 2014 tvořili naprostou většinu obyvatel v Ejn Curim Židé (včetně statistické kategorie "ostatní", která zahrnuje nearabské obyvatele židovského původu ale bez formální příslušnosti k židovskému náboženství).
Jde o menší obec vesnického typu s dlouhodobě kolísající populací. K 31. prosinci 2014 zde žilo 790 lidí. Během roku 2014 populace klesla o 14,2 %.
| Rok            | 1961 | 1972 | 1983 | 1995 | 2001 | 2003 | 2004 | 2005 | 2006 | 2007 | 2008 | 2009 | 2010 | 2011 | 2012 | 2013 | 2014 |
| -------------- | ---- | ---- | ---- | ---- | ---- | ---- | ---- | ---- | ---- | ---- | ---- | ---- | ---- | ---- | ---- | ---- | ---- |
| Počet obyvatel | 146  | 339  | 492  | 546  | 516  | 525  | 537  | 540  | 850  | 1099 | 1155 | 1086 | 1103 | 1125 | 1108 | 921  | 790  |